# 2012 BX34
2012 BX34 – planetoida z grupy Atena należąca do planetoid bliskich Ziemi, która 27 stycznia 2012 przeleciała w bezpośredniej bliskości Ziemi.
Planetoida mierzy około 11 metrów średnicy i nie stanowi żadnego zagrożenia dla Ziemi. W razie ewentualnej kolizji z Ziemią spaliłaby się w atmosferze.
Bezpośrednio po jej odkryciu sądzono, że planetoida może się zbliżyć do Ziemi na odległość tylko 20 tysięcy kilometrów, czyli bliżej niż satelity znajdujące się na orbicie geostacjonarnej, ale dodatkowe pomiary wskazały, że nie dojdzie do aż takiego zbliżenia. Ostatecznie około godziny 15:30 UTC planetoida przeleciała 59 044 kilometrów od Ziemi, czyli mniej więcej w jednej piątej odległości Ziemi od Księżyca.
Było to najbliższe przejście planetoidy w pobliżu Ziemi od czerwca 2011, kiedy obok Ziemi przeleciała planetoida 2011 MD, i jeden z 20 najbliższych znanych przelotów planetoid obok Ziemi.